# Lampersdorf (Wermsdorf)

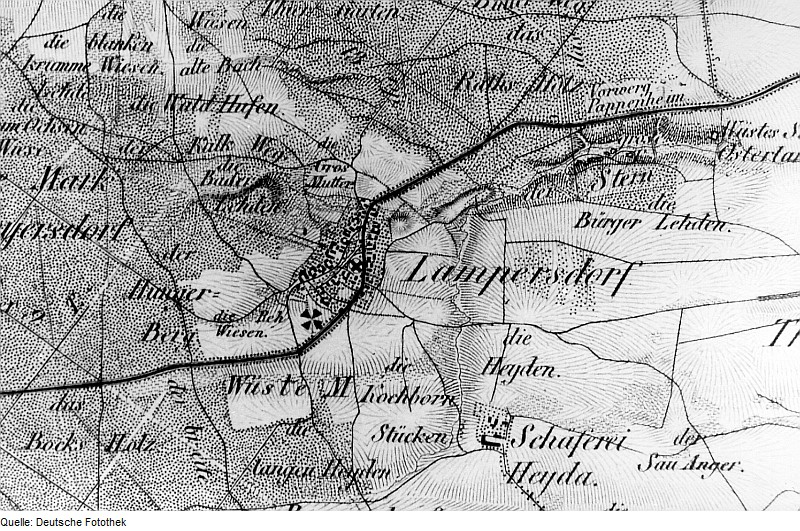
Ortsplan von 1839–1840

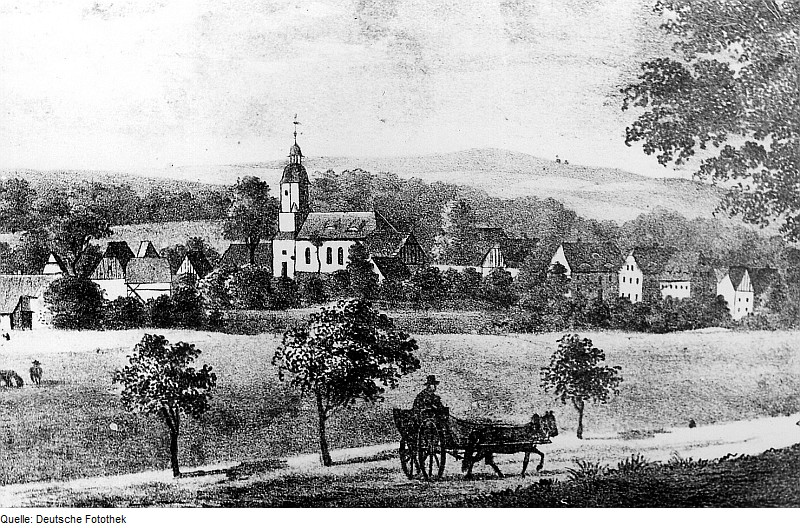
Lampersdorf 1840

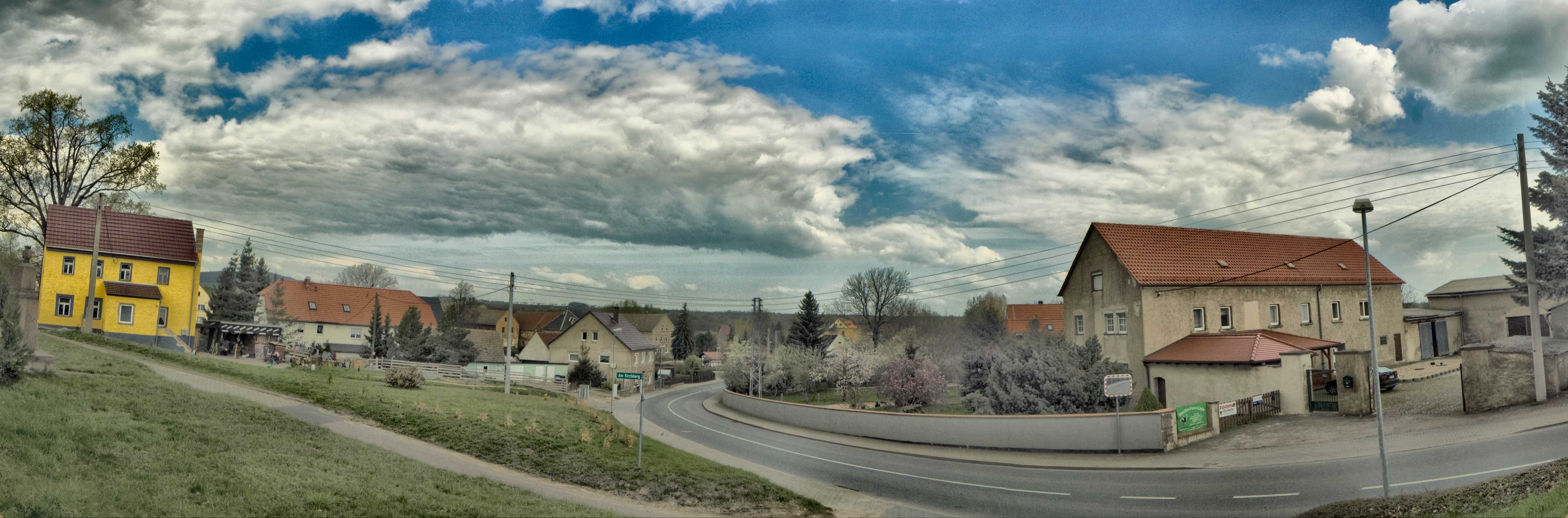
Ortspanorama vom Friedhof aus Richtung Oschatz

Das 475 ha große Platz- und Angerdorf Lampersdorf mit gewannähnlicher Streifenflur, liegt östlich von Wermsdorf, westlich von Oschatz und nördlich von Mügeln.

## Ortsnamenformen
- 1428: Lampirsdorff
- 1445: Llamperstorff
- 1495: Lamprechstorff
- 1555: Lamperßdorff
- 1875: Lampersdorf b. Oschatz[2]

## Namensdeutung
Im Serbischen und Kroatischen wird aus vampir umgangssprachlich lampir, Lampirsdorf könnte als Fledermausdorf gedeutet werden. Lampyridae sind Leuchtkäfer oder Glühwürmchen, welche vor allem zu Johannis die Menschen erfreuen. Vielleicht war es die nächtliche Laterne des Zolleintreibers für das Chausseegeld, der dem Zollhaus und der dahinter entstehenden Siedlung seinen Namen gab, bzw. trug der Gründer des Ortes den Namen Lampertus.

## Wüstungen
Es gibt Wüstungen in der Gemarkung: Beiersdorf und Petritz?. Die Wüste Mark Cunnersdorf liegt an der Straße Oschatz – Lampersdorf, dem Weg Altoschatz – Striesa und dem Oschatzer Stadtwald. An dieser Stelle wurde in den 1930er-Jahren ein Flugplatz errichtet. Bei den Baumaßnahmen gab es umfangreiche Bodenfunde aus der Bronzezeit. Wüst – Cunnersdorf wurde bereits 1363 nicht mehr erwähnt.

## Geschichte

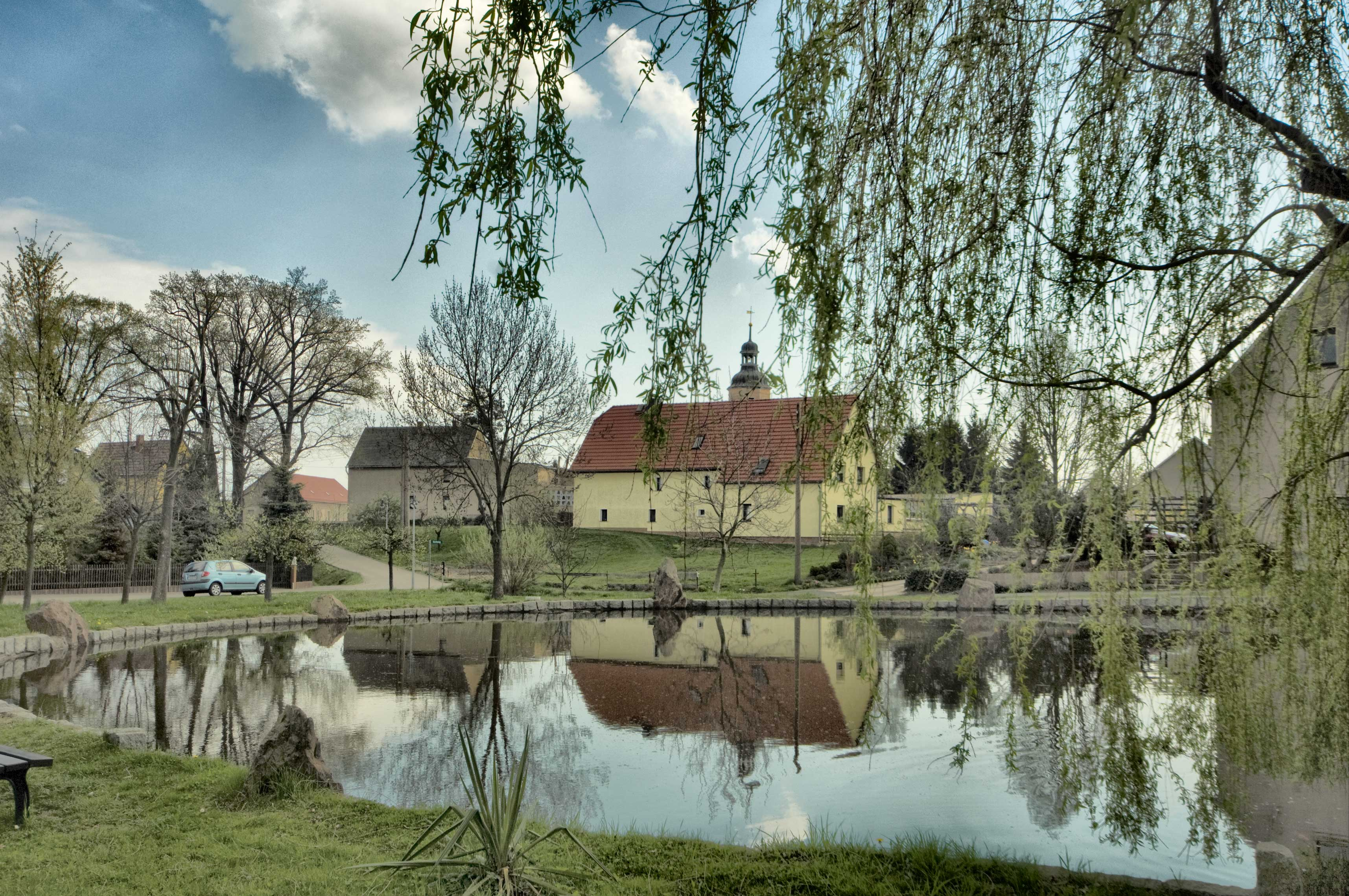
Am Anger

Lampersdorf wurde 1428 das erste Mal erwähnt und gehörte 1551 zur Grundherrschaft des Rittergutes Saalhausen, ab 1552 verwaltet durch das Amt Oschatz. Ursprünglich stand am Ort nur ein Haus, an dem das Chausseegeld für die Chaussee Oschatz – Grimma kassiert wurde. Bei den im Wermsdorfer Forst stattfindenden Parforcejagden unter August dem Starken waren die Lampersdorfer Einwohner als Treiber und Pferdner (Fuhrleute) beteiligt. Die Böden um Lampersdorf waren tonig und feucht und brachten daher geringe Erträge. In Lampersdorf brannte es oft, zuletzt bis 1834 in neun Jahren sechsmal, beim letzten Brand fielen ein Mensch, sieben Bauerngehöfte und das Schulhaus den Flammen zum Opfer. 1831 erfolgte in Sachsen die Ablösung der Bauern, damit begann auch in Lampersdorf mit dem sächsischen Gesetz über die Ablösungen und Gemeinheitsteilungen vom 17. März 1832 eine neue Zeit. Da hier durch die Bauern Geldzahlungen erforderlich waren, gestalteten sich die Gespräche mit der Grundherrschaft Saalhausen schwierig und langwierig. Durch die Gründung der Sächsischen Landrentenbank 1831, sowie der Genossenschaftsbanken konnten sich auch die Lampersdorfer Bauern mit zinsgünstigen Krediten freikaufen. 1835 wurde in Lampersdorf eine erste Schule erbaut. Am 1. Mai 1839 wurde die neue Landgemeindeordnung eingeführt und die alte Dorfverfassung abgeschafft. 1936 wurden 19 Bauerngehöfte in Lampersdorf gezählt. Die alte Schule von 1860 wurde 1938 zu klein und entsprach auch nicht mehr den Anforderungen der neuen Zeit, so das 1938 gemeinsam mit Collm auf der Flurgrenze eine neue Schule errichtet wurde, das spätere Schullandheim. 1965 gab es zwei LPGs in Lampersdorf. Der Ort wurde 1974 nach Collm eingemeindet, mit dem es 1995 zu Wermsdorf kam.

## Rittergut Saalhausen
Lampersdorf war immer mit dem aus einem Vorwerk entstandenen altschriftsässigen Rittergut Saalhausen südwestlich von Oschatz auf dem Gebiet des Amts Oschatz verbunden.

## Entwicklung der Einwohnerzahlen
| Jahr | Einwohner | Quelle |
| ---- | --------- | ------ |
| 1551 | 54        | [ 2 ]  |
| 1764 | 48        | [ 2 ]  |
| 1834 | 237       | [ 2 ]  |
| 1910 | 256       | [ 2 ]  |
| 1950 | 453       | [ 2 ]  |
| 1964 | 363       | [ 2 ]  |

## Ev.-luth. Kirche

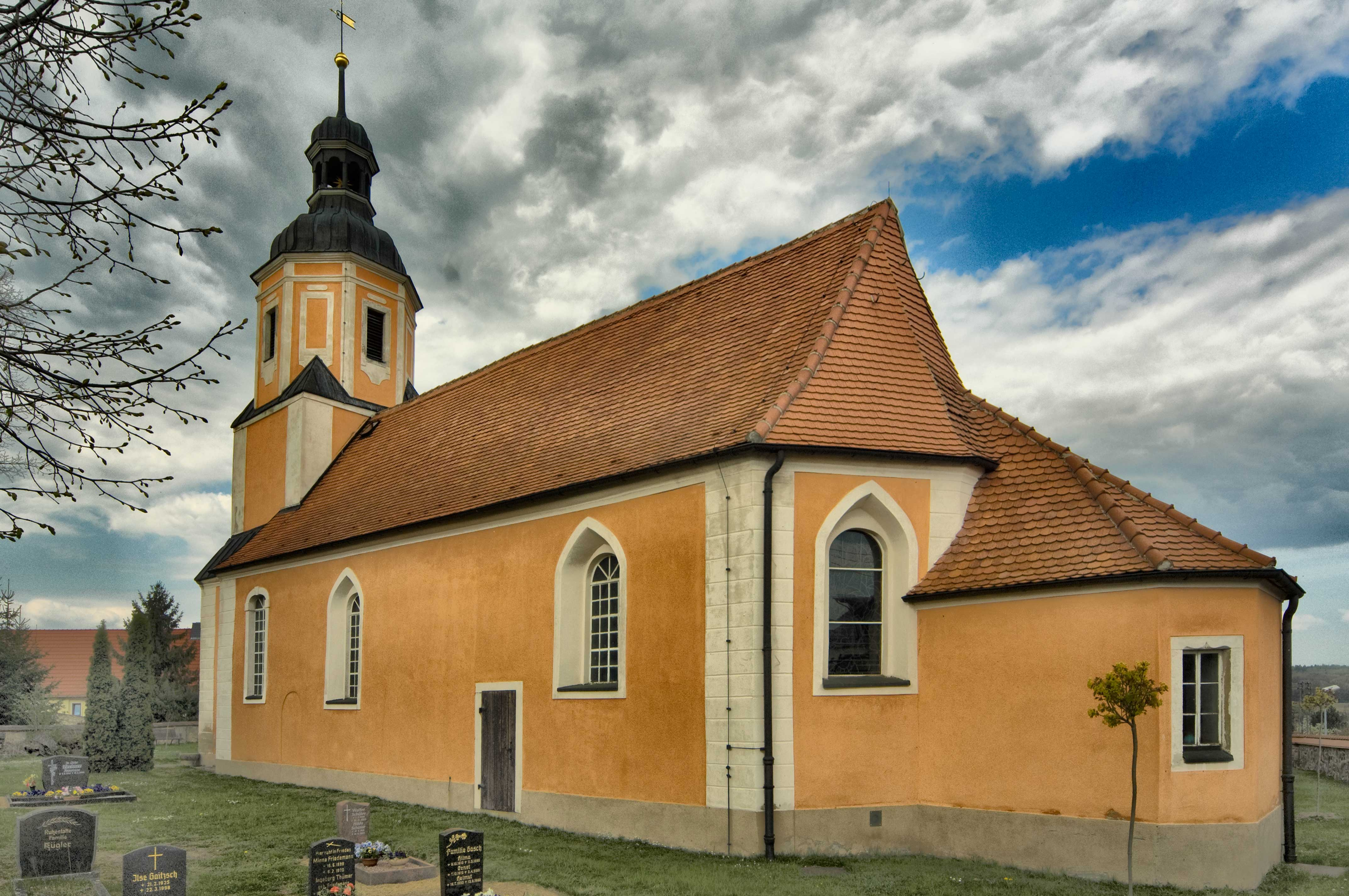
Die ev.-luth. Kirche in Lampersdorf

Lampersdorf war um 1500 Pfarrkirche, Archidiakonat und Propstei, ab 1539 Filialkirche von Colm und von 1940 bis 2001 zur Kirchgemeinde Collm-Lampersdorf zugehörig. Heute hat sich Collm-Lampersdorf, Wermsdorf und Mahlis-Liptitz zu einer Kirchgemeinde im Kirchenbezirk Leisnig-Oschatz zusammengeschlossen. Zuständig ist das Pfarramt Wermsdorf mit seiner Außenstelle in Collm.

### Baubeschreibung
Die aus 1719 stammende Kirche enthält ältere Bauteile des Vorgängerbaus vor dem 16. Jahrhundert, die Verlängerung und der Turm stammen von 1721. Daran erinnert eine eingemeißelte Schrift über dem Haupteingang: 

„Zum Lobe Gottes 1719.“

 Die Fenster sind nach außen im Spitzbogen geschlossen. Die Apsis mit dem Chorschluss, spitzbogigen Fenstern und dem Mauerwerk weisen auf den gotischen Vorgängerbau hin. Mit der Verlängerung des saalartigen Schiffes von 1721 entstanden die großen Fenster, welche von Korbbögen überdeckt werden. Dem zweiteiligen Schiff wurde ein unten ein nicht so breiter, viereckiger, oben achteckiger Turm vorgesetzt. Er trägt die barocke Haube mit Wetterfahne von 1719 und Laterne.

#### Kanzelaltar
1895 wurde die Kirche unter der Leitung des Maurermeisters Müller aus Oschatz saniert werden und es musste ein neuer Altar beschafft werden. So fügte man die Teile des alten Altars aus dem 16. Jahrhundert mit in den neuen Altar ein. Die Altarplatte und die Brüstung der Kanzel hat noch die gotischen Profile. Die Profile weisen darauf hin, dass die Vorgängerkanzel im 16. Jahrhundert entstanden ist, Lampersdorf ist somit eines der frühesten Beweise der protestantischen Verlegung einer Kanzel an die Altarwand.

##### Frühestes Zeugnis des Protestantismus in Sachsen
Nach dem Willen Martin Luthers stand das Wort, die Bibel, gleichwertig neben der Liturgie, der Feier des Abendmahles. Dieser theologische Grundsatz führte zu einer entsprechenden Ausprägung in den protestantischen Kirchen. Mit der Verlegung der Kanzel als sichtbares Zentrum an die Chor – oder wie in hier an die Altarwand und der Einrichtung möglichst vieler zusätzlicher Plätze für das Volk auf seitlichen Galerien und Emporen, wollten die Baumeister dieser religiösen Veränderung architektonische Bedeutung beimessen.

#### Taufstein
Der kelchförmige Taufstein besteht aus Sandstein und wird auf die Zeit um 1540, also nach der Reformation datiert.

#### Orgel
1878 liefert die Orgelbaufirma Paul Schmeisser aus Rochlitz eine neue Orgel mit acht Registern, welcher der Orgelbaumeister Franz Emil Keller aus Ostrau ein neues Magazingebläse anfügte.

#### Friedhof
Der Friedhof mit der 1883 gepflanzten Lutherlinde zeichnet sich durch zahlreiche Erbbegräbnisse aus. Die Linde musste gefällt werden, die Gemeinde hat eine neue Linde gepflanzt.

## Wirtschaft

### Schullandheim – Das weiße Haus
1938 wurde genau auf der Flurgrenze zwischen Collm und Lampersdorf eine gemeinsame Schule erbaut. In dieser Schule betrieb der Landkreis Nordsachsen in Torgau einen kommunalen Eigenbetrieb, das Schullandheim Lampersdorf e. V. Im Jahr 2016 erhielt das Bildungs- und Sozialwerk Muldental (BSW), das im Schullandheim seit 2015 junge syrische Flüchtlinge betreut, einen Pachtvertrag mit 20 Jahre geltendem Erbbaurecht.

### Steinbruch Lampersdorf

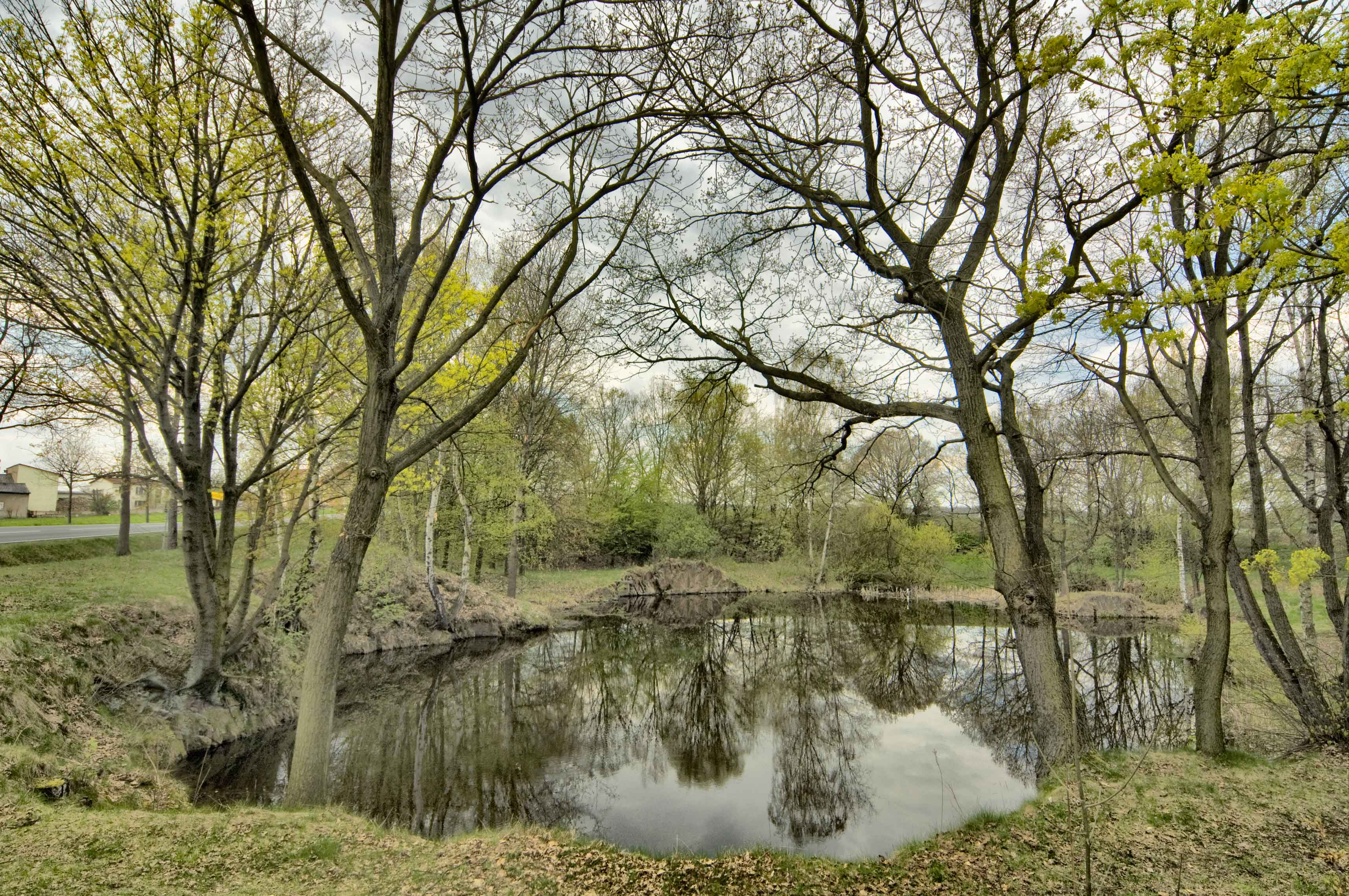
Der ehemalige Steinbruch von Lampersdorf

Der Steinbruch wird heute vom Anglerverband Leipzig e. V. als Fischzuchtgewässer genutzt. In ihm sind die Fischarten Aale, Barsche, Giebel, Karauschen, Karpfen, Rotauge, Rotfeder und Schleie.

## Vereine

### Schießplatz Lampersdorf
Betreiber ist der Private Schützenverein Telekom Oschatz. Geschossen wird mit Kurzwaffen (Pistole und Revolver) und Langwaffen (Gewehr und Flinte) auf Scheiben, Klappziele und Wurfscheiben. Vier Schießbahnen für Langwaffen bis zu 200 m, vier Stände für Kurzwaffen zu 25 m und ein Taubenstand stehen zur Verfügung.

## Sehenswürdigkeiten

### Bismarckeiche

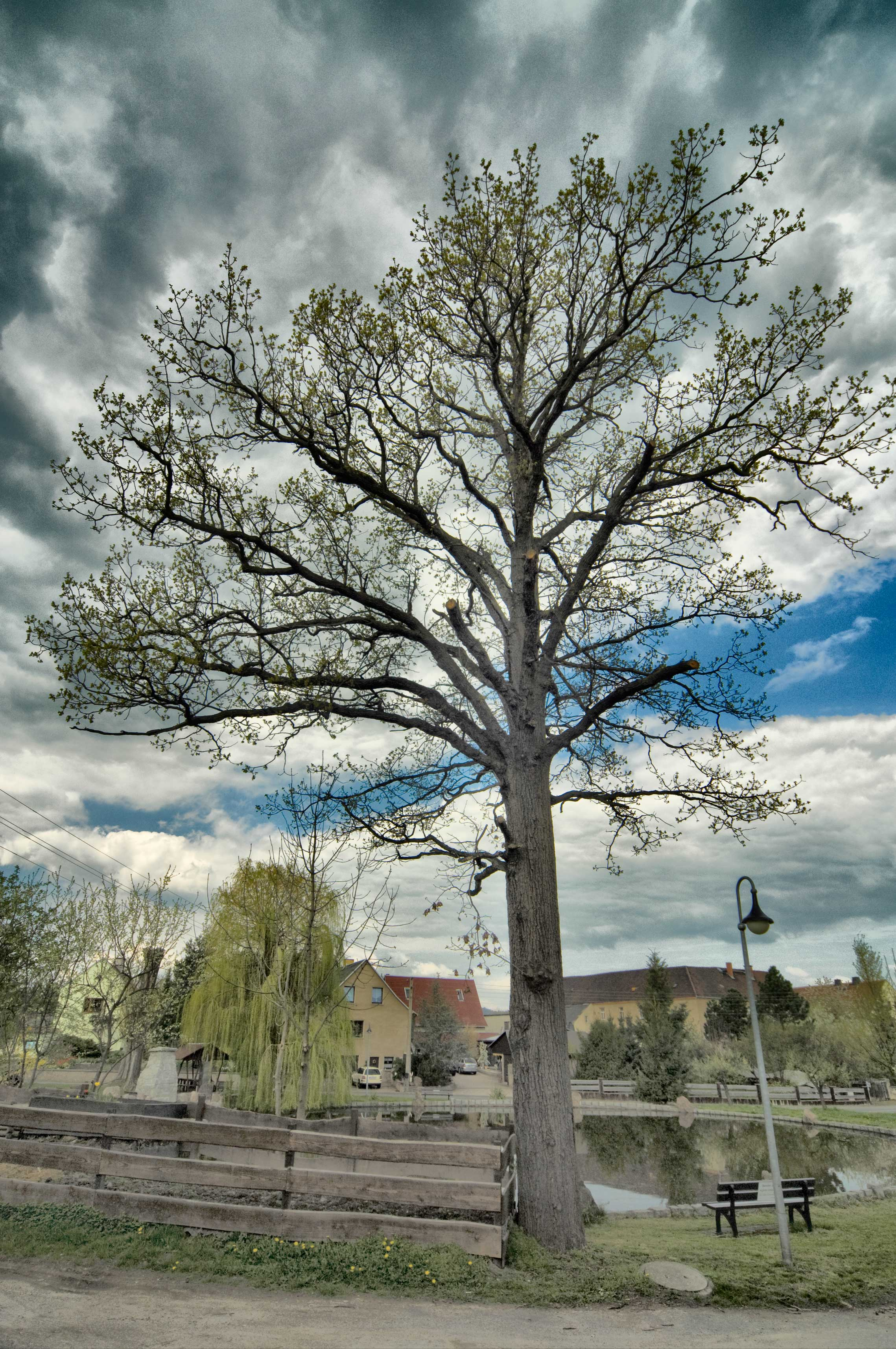
Eine der vielen Eichen im Dorfzentrum

Zu Ehren des Reichskanzlers Fürst Otto von Bismarck wurde anlässlich seines 80. Geburtstages am 1. April 1895 von der Kirchgemeinde inmitten des Dorfes eine Eiche gepflanzt.

## Gedenkstätten

### Denkmal Erster Weltkrieg

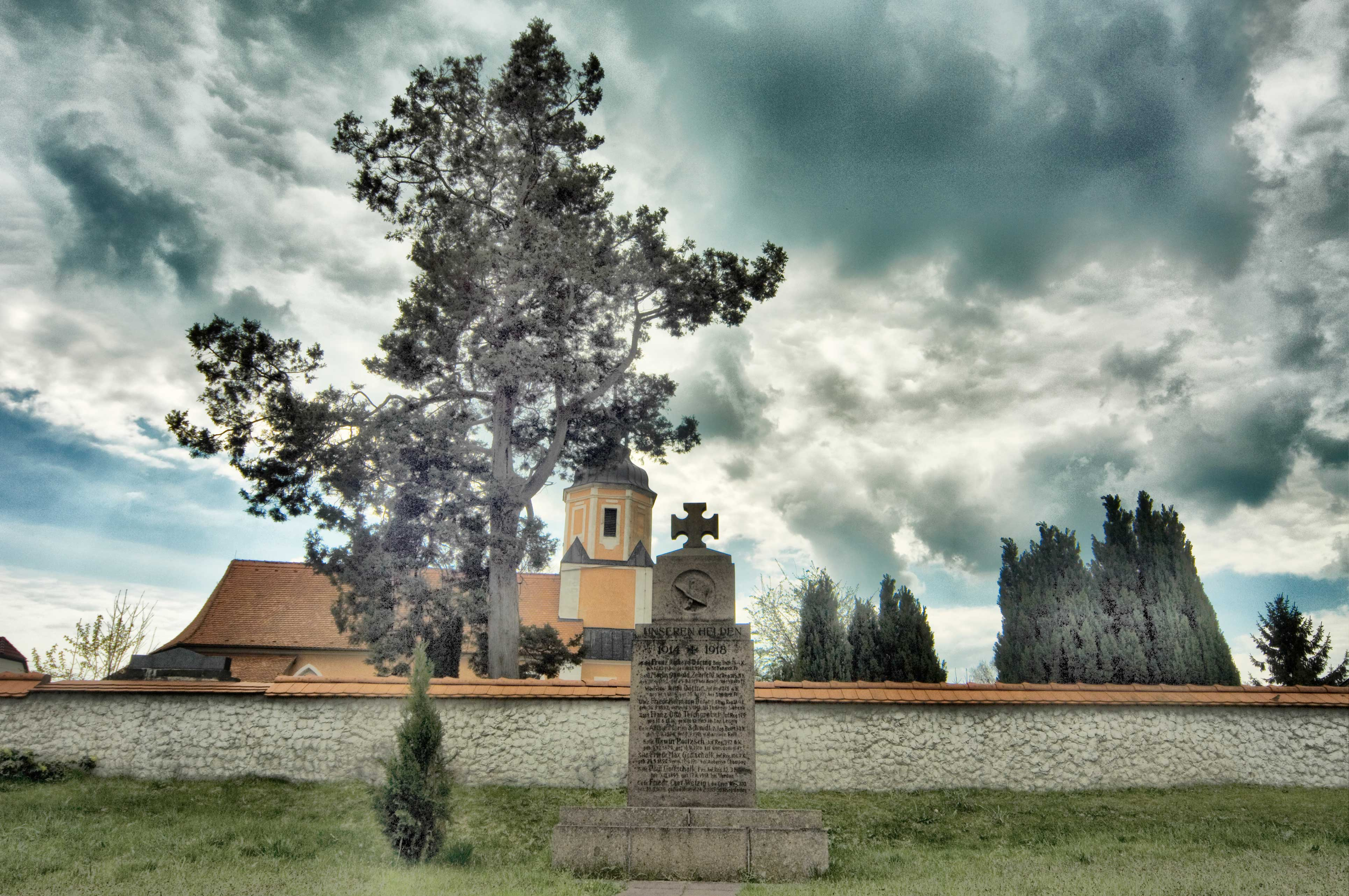
Denkmal für die Opfer des Ersten Weltkrieges

Das Denkmal wurde 2006 durch die Einwohner des Ortes in Eigenleistung restauriert.

### Sowjetdenkmal

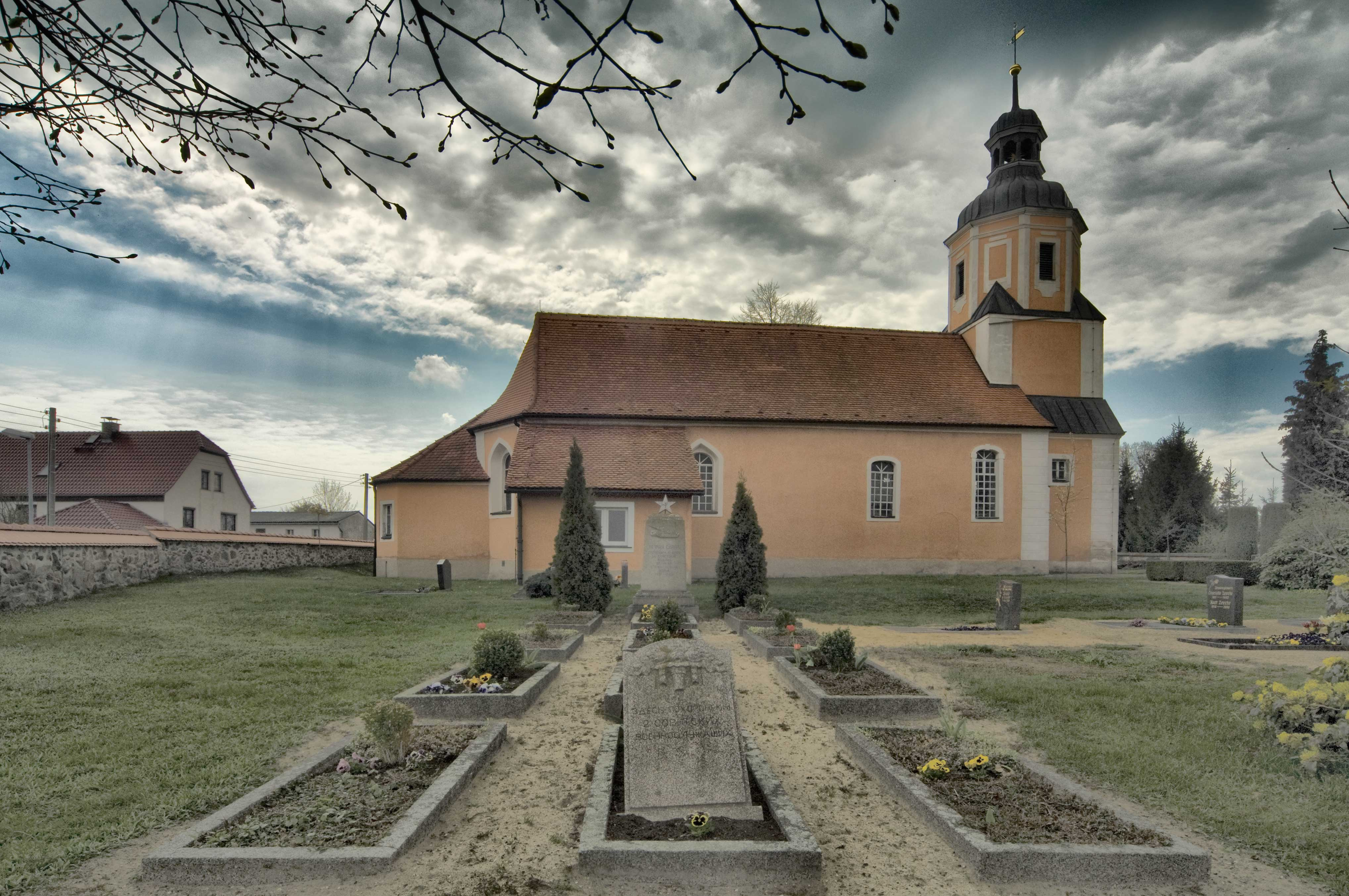
Das Sowjetdenkmal mit der Grabanlage

Auf dem Lampersdorfer Friedhof wurde direkt neben der Kirche eine Grabanlage für Soldaten der Roten Armee angelegt, die 1945 im Dorf oder in der näheren Umgebung gefallen oder an ihren Verwundungen, bzw. Krankheiten gestorben waren. Wie das aus dem Gedenkstein herausgearbeitete Relief eines Panzers hinweist, gehörten die vierzehn Personen einer Anfang Mai 1945 in der Gegend um Oschatz operierenden sowjetischen Panzereinheit, welche als 3. und 4. Gardepanzerarmee über Oschatz und Riesa nach Süden über den Erzgebirgskamm Richtung Prag vorstieß. Auf den mit Granitplatten eingefassten Gräberreihen wurden rote Rosen angepflanzt.